# 巴利阿里群岛共产党
巴利阿里群岛共产党（加泰罗尼亚语：Partit Comunista de les Illes Balears，缩写为PCIB）是西班牙共产党在巴利阿里群岛自治区的分支。该党形成于1977年。它的意识形态是共产主义、马克思主义。它的政治立场是左翼。